# Geneviève Fraisse
Geneviève Fraisse (Paris, 7 d'octubre de 1948) és una filòsofa i historiadora francesa del pensament feminista, especialitzada en qüestions d'igualtat de sexes, directora de recerca emèrita del Centre Nacional de la Recerca Científica (CNRS), membre del Comitè Científic del Programa de Recerca i Ensenyament del Coneixement sobre el Gènere (PRESAGE) de l'Institut d'Estudis Polítics de París (Sciences Po).

## Biografia
Filla d'intel·lectuals, el seu pare Paul Fraisse, psicòleg conegut pel seu treball sobre la percepció del temps i la seva mare Simone Fraisse, historiadora de la literatura i especialista en Charles Péguy.
Va estudiar a la Sorbona, a la Facultat de Lletres de Paris, posteriorment va ser cofundadora amb Jacques Rancière de la revista Les Révoltes logiques (1975), publicació que pretenia pretenia restaurar la dignitat a la política reflexionant sobre conceptes anteriors com límits i contradiccions en la creació d'un pensament de classe o l'alliberament feminista a partir de la resposta de la revolució de 1848.
El 1983 Fraisse va entrar en el Centre National de la Recherche Scientifique (CNRS). L'any 1984 va col·laborar en el procés de creació del Collège international de philosophie (CIPH), impulsat inicialment per François Châtelet, Jacques Derrida, Jean-Pierre Faye i Dominique Lecourt.
El 1990-91, Geneviève Fraisse va ser investigadora convidada a l’Institute for Advanced Studyde Princeton.
Del 2004 al 2008 va ser productora a France Culture de «L’Europe des idées» . Va presidir el Comité Científic de l’Institut Émilie du Châtelet (2007 - 2009), institució dedicada al desenvolupament i difució de la recerca sobre dones, el sexe i el gènere.
El 2011 va iniciar el curs Pensament de gènere i Democràcia dins el Programa de Recerca i Ensenyament del Coneixement sobre el Gènere (PRESAGE) de l'Institut d'Estudis Polítics de París.
El gener del 2021 es va publicar una nova edició de l’obra pionera de Geneviève Fraisse, Service ou servitude, essai sur les femmes toutes mains, on traça la genealogia de la noció de servei: des de la domesticitat al paradigma de la cura, des de la qüestió de l’ocupació i la jerarquia social entre les dones fins a la de la solidaritat, del servei a la persona, a la construcció d’una societat comuna a tots dos sexes.

### Vida política
Fraisse va fer un parèntesi de servei polític entre els anys 1997 i 2004. Del 1997 al 1998 va ser delegada interministerial sobre drets de les dones en el govern socialista de Lionel Jospin. I del juliol de 1999 a juliol del 2004 va ser membre del Parlament Europeu, va ser elegida a la llista liderada per Robert Hue, membre independent del Grup Confederal Esquerra Unitària Europea - Esquerra Verda Nòrdica, on entre d'altres, participar en les comissions de Drets de la Dona i Igualtat d'oportunitats i Comissió de Cultura, Joventut, Educació i Mitjans de comunicació i esports.

### Eixos de recerca i estudi
Els objectes de recerca del feminisme per part de Geneviève Fraisse es poden resumir en tres eixos bàsics:
- construcció d'una perspectiva genealògica, per establir el vincle entre la democràcia exclusiva i el dret a l'expressió artística. A partir de la Revolució Francesa, el debat sobre la raó de les dones i la paradoxa entre representació política i govern. La perspectiva de les arts mostra la desregulació de les representacions dins de la mateixa tradició.
- clarificació epistemològica d’estratègies i pensaments com el servei domèstic, una realitat presidida per la servitud, el consentiment i el concepte d'emancipació.
- precisió terminològica i filosòfica de l'objecte "sexe / gènere"

## Obra seleccionada
- Femmes toutes mains, Essai sur le service domestique, Seuil, 1979 ISBN 978-2020053785; nova edició augmentada : Service ou servitude, Essai sur les femmes toutes mains, Le Bord de l'eau, 2009, ISBN 978-2356870407, Points-Seuil, 2021, ISBN 978-2757888155.
- Clémence Royer, philosophe et femme de science, La Découverte, 1985, reedició 2002, ISBN 978-2707138378.
- Muse de la raison, Démocratie et exclusion des femmes en France, Alinéa 1989, Folio Gallimard, 1995, ISBN 978-2070328963.
- La Différence des sexes, Col·lecció Philosophies, Presses Universitaires de France (PUF), 1996, ISBN 978-2130474951.
- Deux femmes au royaume des hommes, amb Roselyne Bachelot-Narquin i la col·laboració de Ghislaine Ottenheimer, Hachette Littérature, 1999, ISBN 978-2012355149.
- La Controverse des sexes, Presses Universitaires de France (PUF), 2001, ISBN 978-2130518792.
- Les Deux Gouvernements : la famille et la cité, Folio Gallimard, 2001, ISBN 978-2070418503.
- Histoire des femmes en occident. IV, Le XIXe siècle, co-editat amb Michelle Perrot, amb la direcció de Georges Duby i Michelle Perrot, Tempus, 2002, ISBN 978-2262018726.
- Le Mélange des sexes, Gallimard Jeunesse, 2006, ISBN 978-2070571833.
- L'Europe des idées (France Culture): Suivi de Tourisme en démocratie, chronique d'une élue au Parlement européen 1999-2004' (amb Christiane Guedj), L’Harmattan, 2008, ISBN 978-2296061583.
- La Fabrique du féminisme, Le Passager clandestin éditions, 2012, édition de poche 2018, ISBN 978-2369350798.
- Les Excès du genre, concept, image, nudité, Lignes, 2014, ISBN 978-2355261336
- La Sexuation du monde, Réflexions sur l'émancipation, Presses de Sciences Po, 2016, ISBN 978-2724618556
- Du consentement, Seuil, 2017, ISBN 978-2021378436
- La suite de l'histoire: actrices, créatrices, Éditions du Seuil, 2019, ISBN 978-2021417180
- Féminisme et philosophie, Folio, Gallimard, 2020, ISBN 978-2072877995